# Elena Pop-Hossu-Longin
Elena Pop-Hossu-Longin (26 novembre 1862 - 15 mai 1940) est une écrivaine et militante féministe roumaine d'origine austro-hongroise.

## Biographie
Elena Pop naît à Szilágyillésfalva (Băsești) (comté de Szilágy, Autriche-Hongrie) dans la famille de Maria Loșonți et de l'homme politique Gheorghe Pop de Băsești. Elle étudie au Saint Mary College de Budapest.
En 1882, elle épouse l'avocat Francisc Hossu-Longin.
Elena Pop-Hossu-Longin est une figure de proue du mouvement des femmes roumaines et s'engage dans la lutte pour l'égalité des droits entre les hommes et les femmes, notamment en matière d'éducation. Elle fonde avec Clara Maniu la Reuniunea Femeilor Române Sălăjene (Union des femmes roumaines de Sălaj) en 1880. Puis, elle crée la Reuniunea Femeilor Române Hunedorene (Union des femmes roumaines de Hunedoara) en 1886 et en est la présidente de 1895 à 1918.
En 1832, elle publie un recueil de souvenirs sous le titre : Amintiri: 1880-1930.

## Distinction
En 1879, Elena Pop-Hossu-Longin reçoit la Décoration de la croix de la reine Elisabeth en reconnaissance de la collecte de fonds menée pour les soldats blessés dans la guerre d'indépendance roumaine.

## Publication
- (ro) Elena Pop Hossu-Longin, Amintiri: 1880-1930, Tipografia P. Bariţiu, 1932 (lire en ligne)